# Íngrid de Suècia

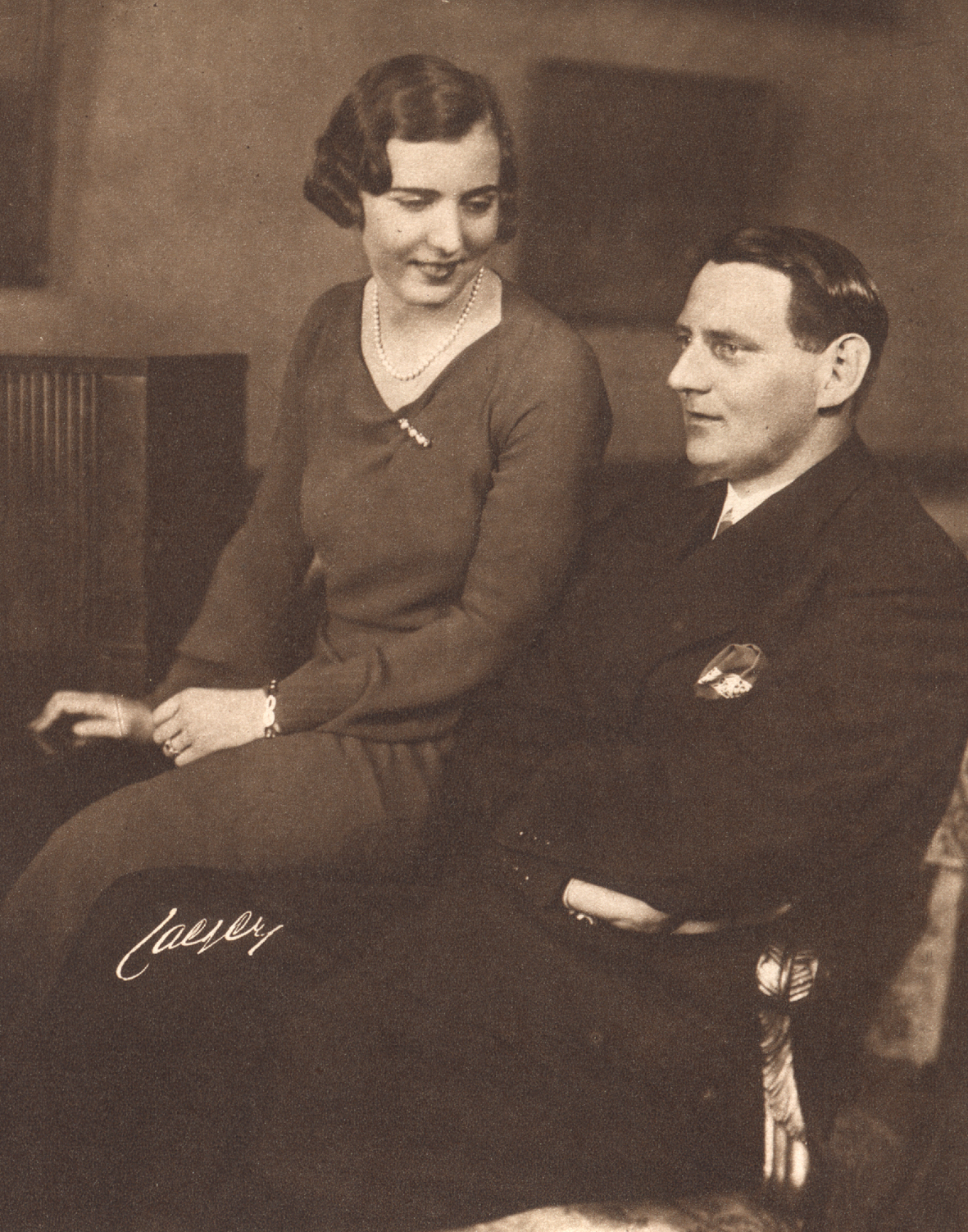
Íngrid de Suècia i Frederic de Dinamarca al 1935.

Íngrid de Suècia, reina de Dinamarca (Estocolm 1910 - Castell de Fredensborg 2000). Nascuda princesa de Suècia es convertí per matrimoni en reina de Dinamarca.

## Naixement i Família
Nascuda el dia 28 de març de 1910 al Palau Reial d'Estocolm essent filla del rei Gustau VI Adolf de Suècia i de la princesa Margarida del Regne Unit. Els seus avis paterns eren el rei Gustau V de Suècia i de la princesa Victòria de Baden mentre que els seus avis materns eren el príncep Artur del Regne Unit i la princesa Lluïsa Margarida de Prússia.
La princesa fou educada a Suècia patint la mort de la seva mare l'any 1920 quan tenia tan sols deu anys. El seu pare, el rei Gustau VI Adolf de Suècia es tornà a casar amb lady Lluïsa Mountbatten. Lady Mountbatten havia nascut princesa de Battenberg però arran de la Primera Guerra Mundial els Battenberg havien canviat el seu títol alemany pel títol anglès de marquesos de Milford Haven. Lluïsa era filla de la princesa Victòria de Hessen-Darmstadt i del príncep Lluís de Battenberg.

## Casament i descendència
L'any 1935 la princesa sueca contreia matrimoni amb el príncep hereu i després rei Frederic IX de Dinamarca estrenyent encara més els llaços existents entre les tres monarquies escandinaves de Noruega, Suècia i Dinamarca.
El matrimoni se celebrà a Storkyrkan d'Estocolm, en acabar la cerimònia la parella embarcà en el vaixell reial Danneborg i arribà a Copenhaguen escortats per més de tres-centes petites embarcacions. Arribats a Copenhaguen pujaren a una calesa que els portà fins al Palau d'Amalienborg on foren rebuts pel rei Cristià X de Dinamarca i la duquessa Alexandrina de Mecklenburg-Schwerin pares del nuvi.
La parella tingué tres filles:
- SM la reina Margarida II de Dinamarca nascuda a Copenhaguen el 1940. Casada amb l'aristòcrata francès comte Enric de Monpezat.

- SAR la princesa Benedicta de Dinamarca nascuda a Copenhaguen el 1944. Es casà el 1968 amb el príncep Ricard de Sayn-Wittgenstein-Berleburg.

- SM la reina Anna Maria de Dinamarca nascuda el 1946 a Copenhaguen. Es casà el 1964 amb el rei Constantí II de Grècia.

A la mort del seu sogre l'any 1947 Íngrid i el seu espòs foren coronats reis de Dinamarca títol que posseí fins a l'any 1973 en què morí el rei Frederic IX de Dinamarca.
Dedicada a nombrosos patronats reials posà especials èmfasi en la restauració de castells i palaus reials entre els quals destaca la sobèrbia restauració del castell de Fredensborg. La reina també fou especial devota de les reunions de la reialesa essent-ne una de les principals organitzadores.
Àvia de deu prínceps europeus fou besàvia de tres prínceps grecs, un príncep danès i un comte mediatitzat de l'Imperi.